# Archidiocèse de Reggio de Calabre-Bova
L'archidiocèse de Reggio de Calabre-Bova (en latin : Archidioecesis Rheginensis-Bovensis ; en italien : Arcidiocesi di Reggio Calabria-Bova) est un archidiocèse métropolitain de l'Église catholique d'Italie appartenant à la région ecclésiastique de Calabre.

## Territoire
Il est situé dans une partie de la ville métropolitaine de Reggio de Calabre, les autres parties sont partagées par les diocèses de Locri-Gerace et d'Oppido Mamertina-Palmi qui sont ses suffragants tout comme le diocèse de Mileto-Nicotera-Tropea. Son territoire a une superficie de 1 004 km2 divisé en 119 paroisses regroupées en 11 archidiaconés. L'évêché est à Reggio de Calabre où se trouve la cathédrale de l'assomption. La cathédrale de la présentation de la Vierge de Bova est cocathédrale depuis la fusion de l'archidiocèse de Reggio de Calabre et du diocèse de Bova. Le sanctuaire de l'Eremo (it) de Reggio de Calabre est basilique mineure.  

## Histoire

### Archidiocèse de Reggio
L'archidiocèse de Reggio trouve ses racines dans la prédication de l'apôtre Paul en 61. D'après le récit des actes des apôtres (28:13), lors de son voyage à Rome, Paul, part de Syracuse et passe la nuit à Reggio pour partir le lendemain. Selon la tradition, Paul a le temps de prêcher l'Évangile et de convertir beaucoup de personnes ; dans la communauté naissante, il laisse comme premier évêque l'un de ses compagnons de voyage, Étienne de Nicée, aux côtés de Suera. Ainsi, Reggio devient le centre de la diffusion de l’ Évangile dans toute la Calabre, comme le soulignait le pape Jean-Paul II dans son discours du 7 octobre 1984 : « Lorsque je foule le sol de cette ville, je ressens une vive émotion vive en pensant qu'il y a presque deux mille ans, Paul de Tarse est arrivé ici et que l'apôtre des Gentils a allumé le premier flambeau de la foi chrétienne. »
Le premier évêque historiquement documenté est Lucius, suivi de Boniface, destinataire de plusieurs lettres de Grégoire Ier qui mentionne que le siège de Reggio a une certaine importance sans toutefois être nommé comme siège métropolitain. À partir de 536, la ville est occupée par les Byzantins et la communauté chrétienne passe progressivement du rite latin au rite byzantin. Dès la première moitié du VIIIe siècle, les diocèses du sud de l'Italie sont soustraits du patriarcat de Rome et insérés dans le patriarcat de Constantinople. C’est dans ce contexte que Reggio est élevé au rang d’archidiocèse puis de métropolite comme en témoigne la Notitia Episcopatuum du IXe siècle. Selon la Notitia datée du début du Xe siècle, Reggio possède plusieurs suffragants : Vibo Valentia (it), Tauriana (it), Locri, Rossano, Squillace, Tropea, Amantea (it), Crotone, Cosenza, Nicotera, Bisignano et Nicastro. Mais en 994, avec l'élévation de l'archidiocèse de Salerne au rang de métropolitain, le pape Jean XV désigne les diocèses de Bisignano et Cosenza comme suffragants.
Avec la conquête normande de la région (XIe siècle), toutes les églises reviennent sous dépendance de l'Église de Rome. Dans ce contexte, au XIe siècle, Reggio cède quelques territoires pour l'érection des nouveaux diocèses normands de Bova et Oppido, qui deviennent les suffragants de Reggio avec Cassano et Martirano (it). La transition de la domination byzantine à la domination normande ne se passe pas paisiblement ; Le dernier métropolite grec, Basilio, ne parvient pas à s'emparer de son siège et commence une campagne de dénigrement du pape et des nouveaux conquérants, amplifiée par la gravité des relations entre les deux patriarcats après le schisme de 1054. 
Grégoire VII en 1081 et Alexandre III en 1165 reconnaissent à Reggio les droits de siège métropolitain sur la Calabre, avec les mêmes anciens évêchés suffragants. Les droits métropolitains sont également reconnus dans l’ archidiocèse de Santa Severina jusqu’en 1952, date à laquelle le Saint-Siège supprime 
la province ecclésiastique et le siège métropolitain de Santa Severina et nomme le diocèse de Cariati comme suffragant de Reggio, qui devient le seul siège métropolitain de la Calabre. Dans les années 1080, le rite romain est introduit à Reggio.
L'archevêque Gaspare Ricciulli Del Fosso (1560-1592) participe au concile de Trente où il prononce le discours d'ouverture de la troisième séance conciliaire. De retour à l'évêché, il met en œuvre les décrets de réforme par la fondation du séminaire en 1565, l'organisation d'une série de synodes diocésains et provinciaux et l’établissement de mont-de-piété. Son successeur Annibale D'Afflitto (1593-1638) poursuit les réformes, il effectue huit visites pastorales dans le diocèse et célèbre dix-sept synodes diocésains et un provincial.
La réforme des circonscriptions ecclésiastiques du royaume des Deux-Siciles effectuée le 27 juin 1818 par la bulle De utiliori du pape Pie VII n'apporte pas de modifications substantielles à la province ecclésiastique de Reggio. Il confirme les suffrageance de Bova, Catanzaro, Squillace, Crotone, Gerace, Nicastro, Oppido, Cassano, Nicotera et Tropea (ces deux diocèses sont unis aeque principaliter par la même bulle).
Au XXe siècle, l'archevêque Enrico Montalbetti fonde en 1933 le séminaire pontifical régional de Pie XI et meurt sous le bombardement de la ville par les Alliés le 31 janvier 1943. Le 10 juin 1979, l'archidiocèse acquiert la paroisse de Ceramida (municipalité de Bagnara Calabra) du diocèse de Mileto. L'année suivante, le 20 janvier, la paroisse de Covala (municipalité de Sant'Eufemia d'Aspromonte) passe du diocèse d'Oppido Mamertina-Palmi à celui de Reggio. Le 6 mars 1980, par le bref Cum Rheginensis Ecclesia, le pape Jean-Paul II confirme que l'apôtre saint Paul est le patron principal de l'archidiocèse tandis que saint Etienne de Nicée est patron secondaire.

### Diocèse de Bova
Le diocèse de Bova apparaît pour la première fois au XIe siècle comme suffragant de l'archidiocèse de Reggio Calabria tel qu'il apparaît dans la bulle Sicut in humanis du pape Alexandre III du 19 novembre 1165 et dans la bulle De utiliori du pape Pie VII du 27 juin 1818.
L'origine du diocèse est incertaine et remonte probablement à l'époque byzantine. En fait, le premier évêque que nous connaissons est Luca, qui apparaît dans un décret de 1094. De cet évêque restent l0e testament et quelques lettres, documents publiés pour la première fois en 1960, d'où il ressort clairement que Luca est, à une certaine époque, administrateur du siège métropolitain de Reggio dans le contexte qui oppose Basilio, le dernier métropolite grec de Reggio, et les Normands. Les autres évêques de Bova ne sont pas connus avant la première moitié du XIIIe siècle, avec les évêques Stefano en 1222 et Arsenio en 1227 ; mais ce n’est que depuis le milieu du XIVe siècle que la liste épiscopale devient plus continue et complète.
En dépit de l'arrivée des Normands et de l'imposition du rite latin presque partout en Calabre, le rite byzantin demeure jusqu'au XVIe siècle et ce n'est qu'en 1573 qu'il est supprimé par l'évêque Giulio Stauriano mais demeure dans les régions intérieures et montagneuses du diocèse. Sur le territoire de Bova, il y avait beaucoup de monastères grecs tels que San Leone, San Pantaleone, Santa Maria di Tridetti, San Nicola di Africo.
Le 12 mars 1941, Enrico Montalbetti, ancien archevêque de Reggio Calabria, est également nommé évêque de Bova, unissant ainsi in persona episcopi. Cette première union duré jusqu'en 1960 et qui est rétablie en 1973 avec Mgr Giovanni Ferro. Le patron de Bova est saint Léon, un moine grec, originaire de Bova dont les reliques sont vénérées à Bova dans le sanctuaire qui lui est dédié.  
Le 30 novembre 1966, Aurelio Sorrentino, évêque de Bova, est nommé évêque de Potenza-Marsico Nuovo. L'archevêque de Reggio de Calabre, Giovanni Ferro, est nommé administrateur apostolique du diocèse de Bova ; le 18 août 1973, il est nommé évêque de Bova. L'archidiocèse de Reggio de Calabre et le diocèse de Bova sont ainsi unis in persona episcopi. Le 4 juin 1977, l'archevêque de Potenza-Marsico Nuovo, Aurelio Sorrentino, est nommé archevêque de Reggio de Calabre et évêque de Bova.

### Archidiocèse de Reggio Calabria-Bova
Le 30 septembre 1986, par le décret Instantibus votis de la congrégation pour les évêques, les deux sièges de Reggio Calabria et de Bova sont pleinement uni et à la nouvelle circonscription ecclésiastique prend son nom actuel. À la suite de ce même décret, la cathédrale de Bova prend le titre de cocathédrale et saint Léon devient le patron du nouveau district diocésain. Du 5 au 12 juin 1988, Reggio Calabria accueille le XXIe congrès eucharistique national italien, auquel le cardinal Salvatore Pappalardo intervient en tant que légat apostolique. Le 30 janvier 2001, le Saint-Siège prévoit la réorganisation des provinces ecclésiastiques par la bulle Maiori Christifidelium du pape Jean-Paul II par laquelle sont assignés les suffragants actuels.

## Sources
- (it) Cet article est partiellement ou en totalité issu de l’article de Wikipédia en italien intitulé « Arcidiocesi di Reggio Calabria-Bova » (voir la liste des auteurs).
- (en) Catholic-Hierarchy

### Articles liés
- Liste des diocèses et archidiocèses d'Italie
- Église catholique en Italie